# Kvijet
Kvijet (? - 261., Rimski uzurpator (261) protiv Galijena. 
Zajedno sa svojim bratom Makrijanom Mlađim postavljen je za rimskog cara u istočnom djelu carstva. Kada su njegov otac i brat bili ubijeni u pokušaju da svrgnu Galijena, Kvijet je bio prisiljen da pobjegne u grad Emesu gdje su ga ubili tamošnji stanovnici, najvjerojatnije pod inzistiranjem Baliste.